# 동두천시립도서관
동두천시립도서관은 경기도 동두천시 상패동 소재의 도서관이다.

## 연혁
- 1976 08.04 양주군립도서관 설치운영
- 1981 07.01 동두천시로 승격, 동두천시립도서관으로 명칭 변경
- 1994 12.12 동두천시립도서관 착공
- 1996 04.23 동두천시립도서관 준공
- 1996 07.05 동두천시립도서관 개관
- 2007 03.20 도심광장 지혜의 등대 개관
- 2008 12.12 제1회 전국 도서관 운영평가 국무총리상 수상
- 2009 04.06 동두천시립도서관 리모델링 착공
- 2009 06.30 동두천시립도서관 리모델링 준공
- 2009 07.01 동두천시립도서관 재개관
- 2009 11.03 도심광장 지혜의 등대 리모델링 착공
- 2009 12.31 도심광장 지혜의 등대 리모델링 준공
- 2010 01.05 도심광장 지혜의 등대 재개관
- 2011 03.03 2010 경기도 도서관평가 최우수도서관 선정
- 2012 10.17 제5회 전국도서관 운영평가 문화체육관광부장관상 수상
- 2014 01.06 2013 경기도 공공도서관 평가 우수시군 선정(운영부문 노력상)
- 2015 12.14 2015 경기도 시군 공공도서관 평가 최우수 지자체 선정
- 2017 12.07 2017 경기도 공공도서관 평가 우수시군 선정9장려)
- 2017 12.30 2017 작은도서관 시군 정책평가 우수시군 선정(우수)
- 2018 03.03 시립도서관 전층 리모델링
- 2019 12.19 어수정 작은도서관 개관
- 2019 12.31 도심광장 지혜의 등대 폐관
- 2020 12.09 남산모루 작은도서관 개관

## 시설현황
- 3층: 열람실, 커뮤니티실, 자료보존실2, 자료보존실3, 휴게실
- 2층: 책누리실, 순회문고서고, 특성화자료실, 수서실, 북카페
- 1층: 어린이누리실, 운영실, 문화누리실, 지역작가실
- 지하1층: 자료보존실1, 창고, 기계실

## 이용 안내
정기휴관일
- 자료실 : 신정, 구정, 추석연휴, 법정 공휴일(토, 일요일은 제외)
- 열람실 : 신정, 구정, 추석연휴만 전체 휴관(월요일 18:00까지만 운영)

이용 시간
| 구분         | 평일(화~금요일) | 월요일, 주말(토~일요일) |
| ------------ | --------------- | ----------------------- |
| 책누리실     | 09:00 ~ 18:00   | 09:00 ~ 18:00           |
| 어린이누리실 | 09:00 ~ 18:00   | 09:00 ~ 18:00           |
| 커뮤니티실   | 09:00 ~ 22:00   | 09:00 ~ 18:00           |
| 일반열람실   | 08:00 ~ 22:00   | 08:00 ~ 22:00           |